# Brothers of Metal
Brothers of Metal es una banda sueca de power metal creada en 2012 entre las localidades de Smedjebacken y Falun. Se trata de un grupo de 8 artistas cuyas composiciones tienen letras basadas principalmente en la mitología nórdica.

## Biografía
La banda se funda en 2012 como un proyecto alternativo con tintes de diversión. Brothers of Metal graba su álbum debut en 2015 titulado Prophecy of Ragnarök, que se autodistribuyó en 2017 y a raíz de ese disco estuvieron girando con Sabaton en Suecia. En 2018 se volvió a editar ya bajo AFM Records. Tanto el nombre de la banda elegida, como la apariencia y los videos musicales son clichés deliberadamente autoirónicos y exagerados, que despiertan tanto elogios como críticas.
En enero de 2020, el grupo lanza su segundo álbum Emblas Saga que recibe buenas críticas aunque con opiniones dispares.

## Miembros
- Emil Wärmedal - Bajo
- Dawid Grahn - Guitarras
- Pähr Nilsson - Guitarras
- Mikael Fehrm - Guitarras
- Ylva Eriksson - Voz
- Joakim Lindbäck Eriksson - Voz
- Johan Johansson - Batería
- Mats Nilsson - Voz

## Discografía

### Álbumes de estudio
- 2017 - Prophecy of Ragnarök
- 2020 - Emblas Saga
- 2024 - Fimbulvinter

### Sencillos
- 2018 - Prophecy of Ragnarök
- 2018 - Yggdrasil
- 2018 - Fire, Blood and Steel
- 2019 - The Mead Song
- 2019 - Njord
- 2019 - One
- 2020 - Hel
- 2020 - Brothers Unite
- 2022 - The Other Son of Odin
- 2022 - Berserkir